# Justicia panarensis
Justicia panarensis är en akantusväxtart som beskrevs av D.C. Wasshausen. Justicia panarensis ingår i släktet Justicia och familjen akantusväxter. Inga underarter finns listade i Catalogue of Life.